# Steinplattenspinnen
Die Steinplattenspinnen (Drassodes) ist eine Gattung in der Familie der Plattbauchspinnen (Gnaphosidae) innerhalb der Ordnung der Webspinnen. Die Gattung ist in vielen Teilen der Welt verbreitet. 

## Merkmale

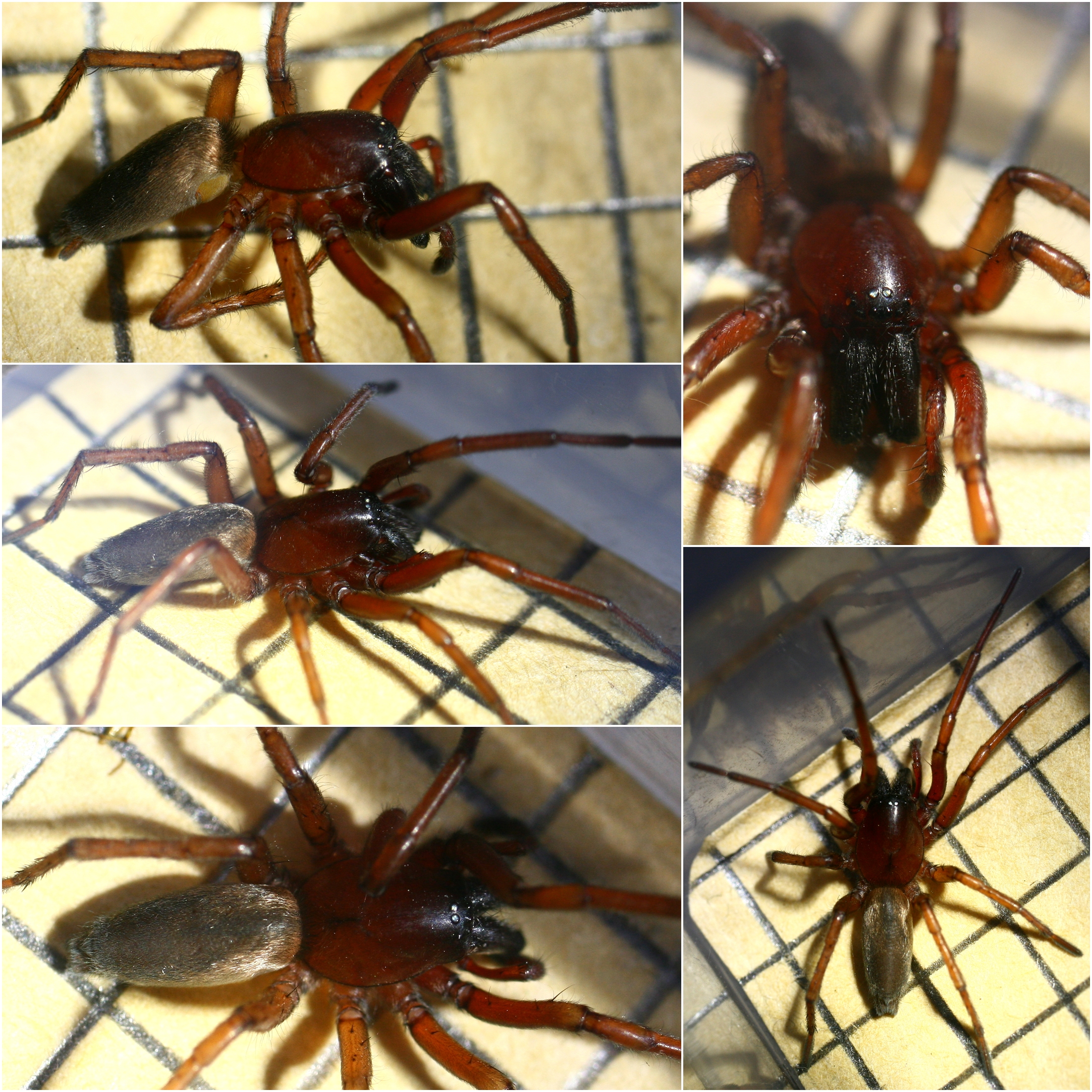
Männchen der Kupfernen Steinplattenspinne (D. curpeus) aus verschiedenen Perspektiven

Mit einer Körperlänge von sechs bis 15 Millimetern handelt es sich bei den Steinplattenspinnen um kleine bis mittelgroße Plattbauchspinnen (Gnaphosidae). Die Grundfärbung reicht von blass- bis graubraun. Ältere Tiere können dunkler gefärbt sein. Im Gegensatz zu vielen anderen Plattbauchspinnen sind die Steinplattenspinnen schlank und langbeinig gebaut. Auch ist ihr Körper nicht abgeflacht.

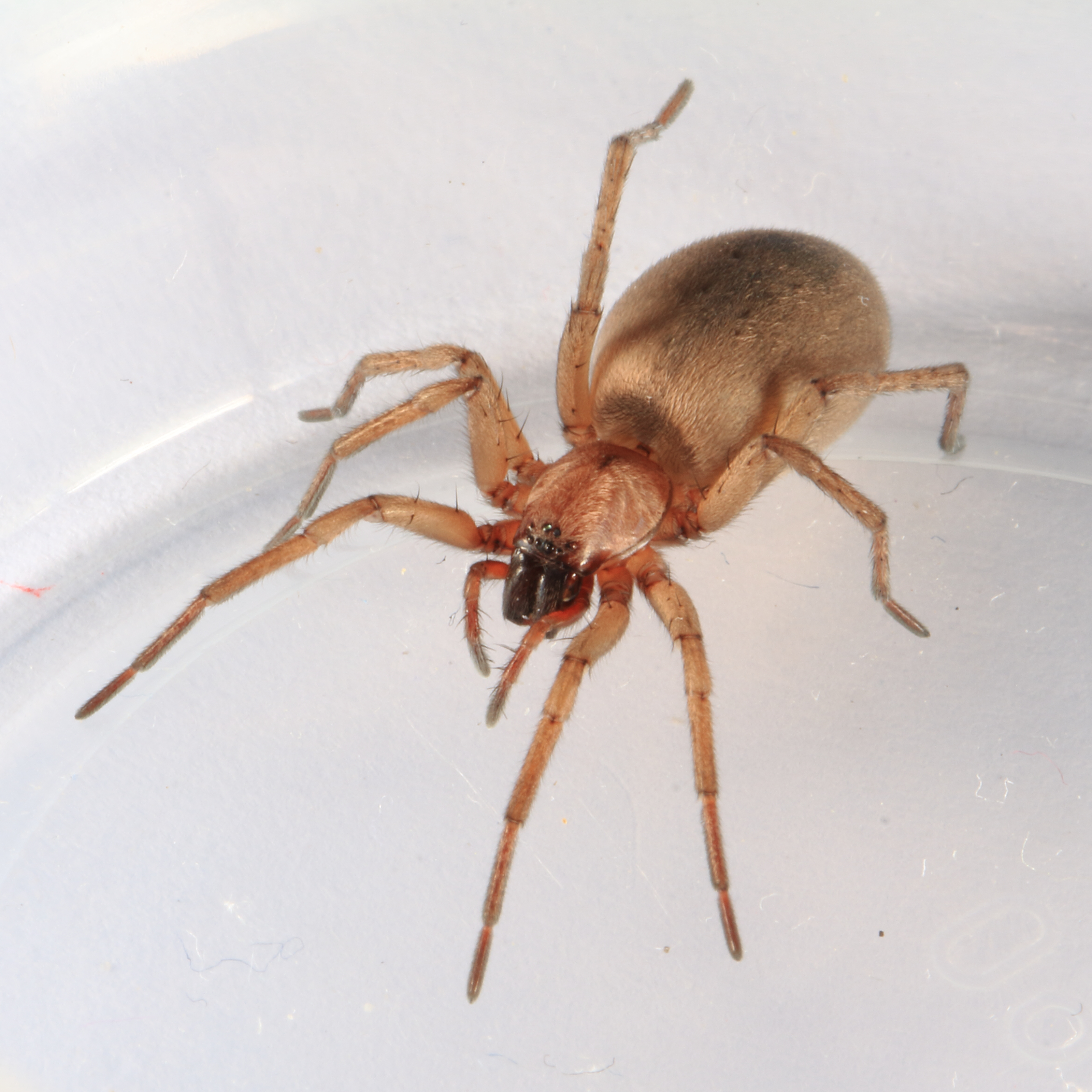
Frontalansicht einer weiblichen Steinplattenspinne mit guter Sicht auf den Carapax, die Augen und die Cheliceren

Der Carapax (Rückenschild des Prosomas, bzw. Vorderkörpers) erscheint dorsal (oben) betrachtet fast rechteckig. Am breitesten ist er im Bereich zwischen den Coxae (Hüftgliedern) des dritten und vierten Beinpaares. An der Front ist der Carapax leicht zugespitzt. Er ist zumeist leicht braun gefärbt und von der längsgerichteten Fovea (Apodem) gehen mehrere dämmrige Radiärstreifen aus, die wiederum mit an den Körper angelegten und skalaartigen Setae (Haaren) bedeckt sind. Der cephale Bereich (Kopfregion) ist bei den Steinplattenspinnen vergleichsweise flach. Die beiden Augenreihen, die wie für Plattbauchspinnen üblich übereinander angelegt sind und je vier Augen enthalten, erscheinen von vorne betrachtet gebogen. Die hinteren Mittelaugen, die zumeist die größten Augen sind, sind unregelmäßig quadratisch, während die unteren Mittelaugen kreisförmig und die Seitenaugen beider Reihen oval geformt sind. Der Abstand der unteren Mittelaugen zueinander ist größer als ihr eigener Durchmesser, während der Abstand der unteren Mittelaugen zwischen den unteren Seitenaugen kleiner als der Durchmesser erstgenannter Augengruppe beträgt. Der Abstand der oberen Mittelaugen zueinander ist im Gegensatz dazu kleiner als ihr eigener Durchmesser und ihr Abstand zu den oberen Seitenaugen ist größer als der eigene Durchmesser. Bedingt durch deren Anordnung ist die rechteckige Fläche zwischen den Mittelaugen breiter (insbesondere weiter hinten) als hoch. Die Höhe des Clypeus (schmaler Abschnitt zwischen dem vorderen Augenpaar und dem Rand des Carapax) beträgt mehr als der Durchmesser der hinteren Mittelaugen. Die Cheliceren (Kieferklauen) sind auf promarginaler (innen vorderseitiger) Fläche mit drei bis vier Zähnen und auf retromarginaler mit einem bis sechs dentikelartige Gebilde. Die Maxillen (Werkzeuge zur Nahrungsaufnahme) sind mit einer schrägen Vertiefung versehen. Das Sternum (Brustschild des Prosomas) weist sklerotisierte Erweiterungen auf, die bis zu den Coxen (Hüftgliedern) reichen.

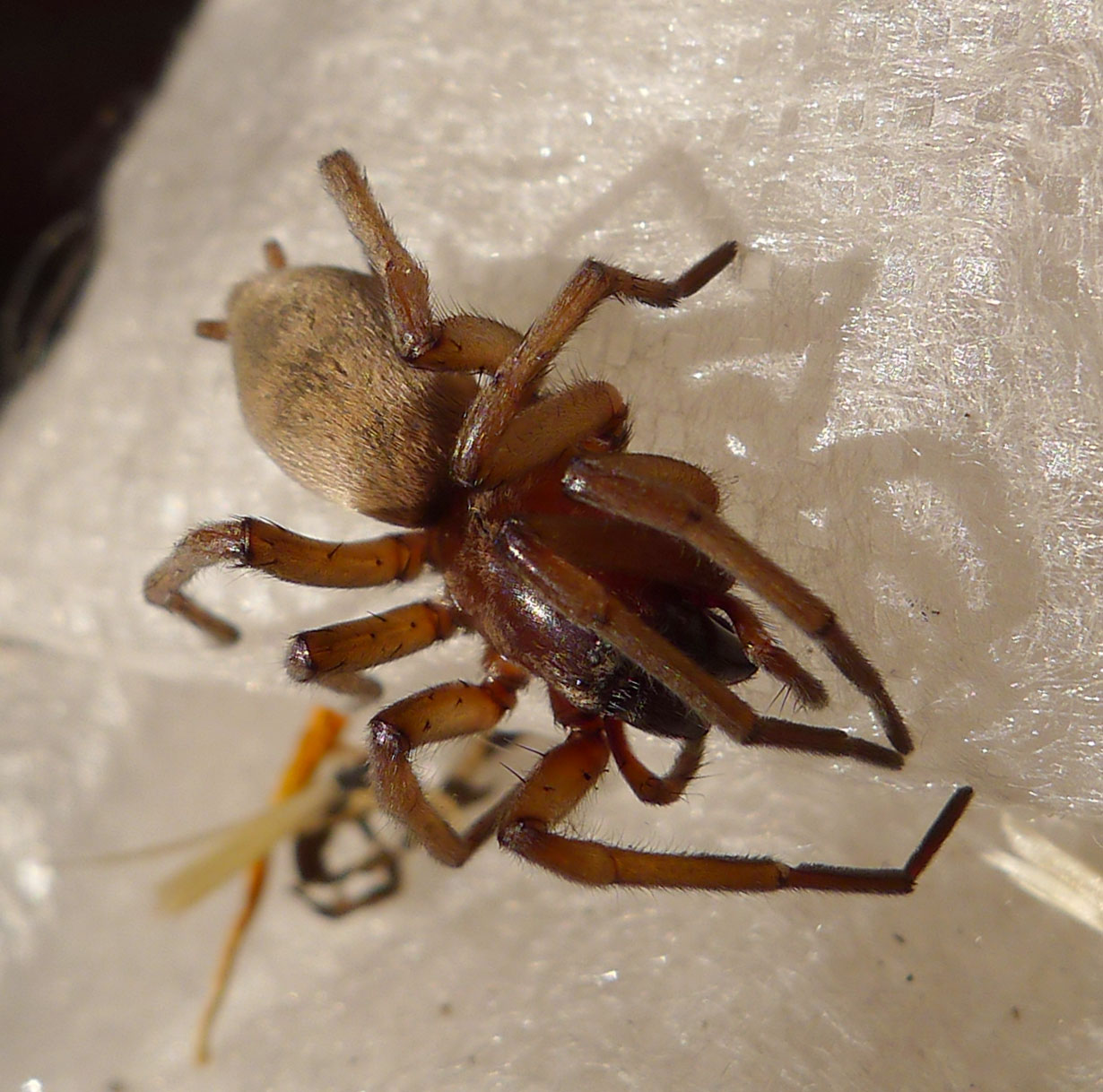
Detailansicht einer männlichen Steinplattenspinne mit der hier gut sichtbaren Beinbestachelung

Die Beinformel und somit die Länge der nach Größe absteigenden Beinpaare beträgt 4-1-2-3. Die Beine der Steinplattenspinnen sind bestachelt und die Stachel sind in horizontal verlaufenden Reihen gegliedert. Dabei besitzen die Femora (Schenkel) des ersten und des zweiten Beinpaares auf der Dorsalseite zwei weiter oben bis zur Mitte reichende und auf prolateraler (zum Körper hin gerichteter) Seite einen unten angelegten Stachel. Die Femora des dritten und des vierten Beinpaares weisen auf der Dorsalseite drei und auf der Prolateralseite einen mittigen sowie einen unten positionierten Stachel auf, was hier auch auf die retrolaterale (nach außen gerichtete) Seite zutrifft. Die Tibien (Schienen) des ersten und zweiten Beinpaares besitzen auf der Ventralseite je einen mittigen Stachel, der prolateral ausgelegt ist. Die des dritten Beinpaares besitzen dorsal einen oben angelegten Stachel und prolateral drei Stacheln, die das ganze Glied bedecken. Auf dem distal-ventrolateralen (frontal seitlich) Fortsatz befindet sich hier oben ein einzelner Stachel, der prolateral gerichtet ist und darunter ein Stachelpaar. Retrolateral (nach außen gerichtete) befindet sich auf diesem Beinpaar an den Tibien im Zentrum und in der Mitte je ein Stachel. Die Tibien des vierten Beinpaares verfügen dorsal über einen mittigen und einen obigen Stachel. Die Prolateral ist mit drei Stacheln bestückt. Der distal-ventrolaterale Fortsatz besitzt hier zwei übereinander befindliche Stachelpaare und die Retrolateralreihe einzelne Stacheln, deren Anzahl hier drei beträgt. Die Metatarsen (Fersenglieder der Tarsen, bzw. Fußglieder) des ersten und zweiten Beinpaares werden durch ein einzelnes und oben befindliches Stachelpaar am distal-ventrolateralen Fortsatz charakterisiert. Die Metatarsen des dritten Beinpaares besitzen auf der Prolateralseite einen einzelnen Stachel oben und darunter zwei Stachelpaare. Auf der Ventralseite befinden sich hier drei Stachelpaare, während die Retrolateralseite zwei einzelne Stacheln weiter oben und im Zentrum und ein Stachelpaar unten aufweist. Die Bestachelung der Metatarsen des vierten Beinpaares entspricht überwiegend der des dritten, allerdings sind hier auf der Retrolateralseite drei Stachelpaare ausgebildet. Die Tarsen besitzen außerdem je zwei Zahnkrallen und Klauenbüschel. Den Metatarsen (Fersenglieder der Tarsen) besitzen keine kammartigen Gebilde, wie sie dort bei anderen Plattbauchspinnen zur Reinigung vorhanden sind. Ferner sind alle Tarsen und zusätzlich die Metatarsen des ersten und zweiten Beinpaares mit einer Scopula (Beinbehaarung) versehen. Die Trochanter (Schenkelringe) verfügen über tiefe Einkerbungen.

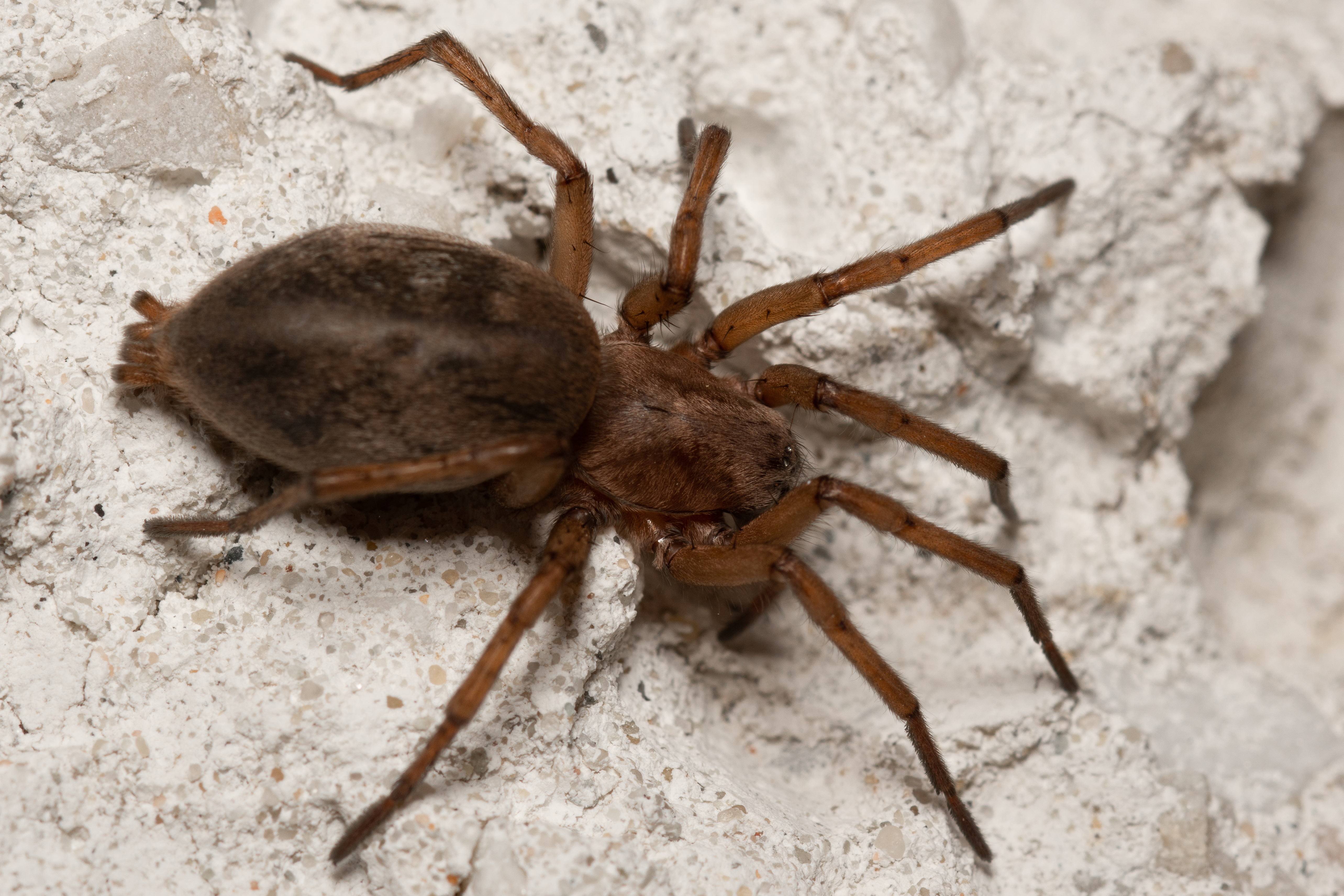
Rückansicht einer weiblichen Steinplattenspinne mit den hier gut sichtbaren Spinnwarzen

Das Opisthosoma (Hinterleib) ist zumeist bräunlich grau gefärbt und von langer und schmaler Form. Anders als bei einigen anderen Plattbauchspinnen ist hier bei den Steinplattenspinnen kein Scutum (sklerotisierter Bereich) vorhanden. Anteriot ist auf dem Opisthosoma ein Haarbüschchen vorhanden. Bemerkenswert sind die sechs weit auseinander liegenden Spinnwarzen, die sechs oder sieben Spinnspulen besitzen.

### Genitalmorphologische Merkmale

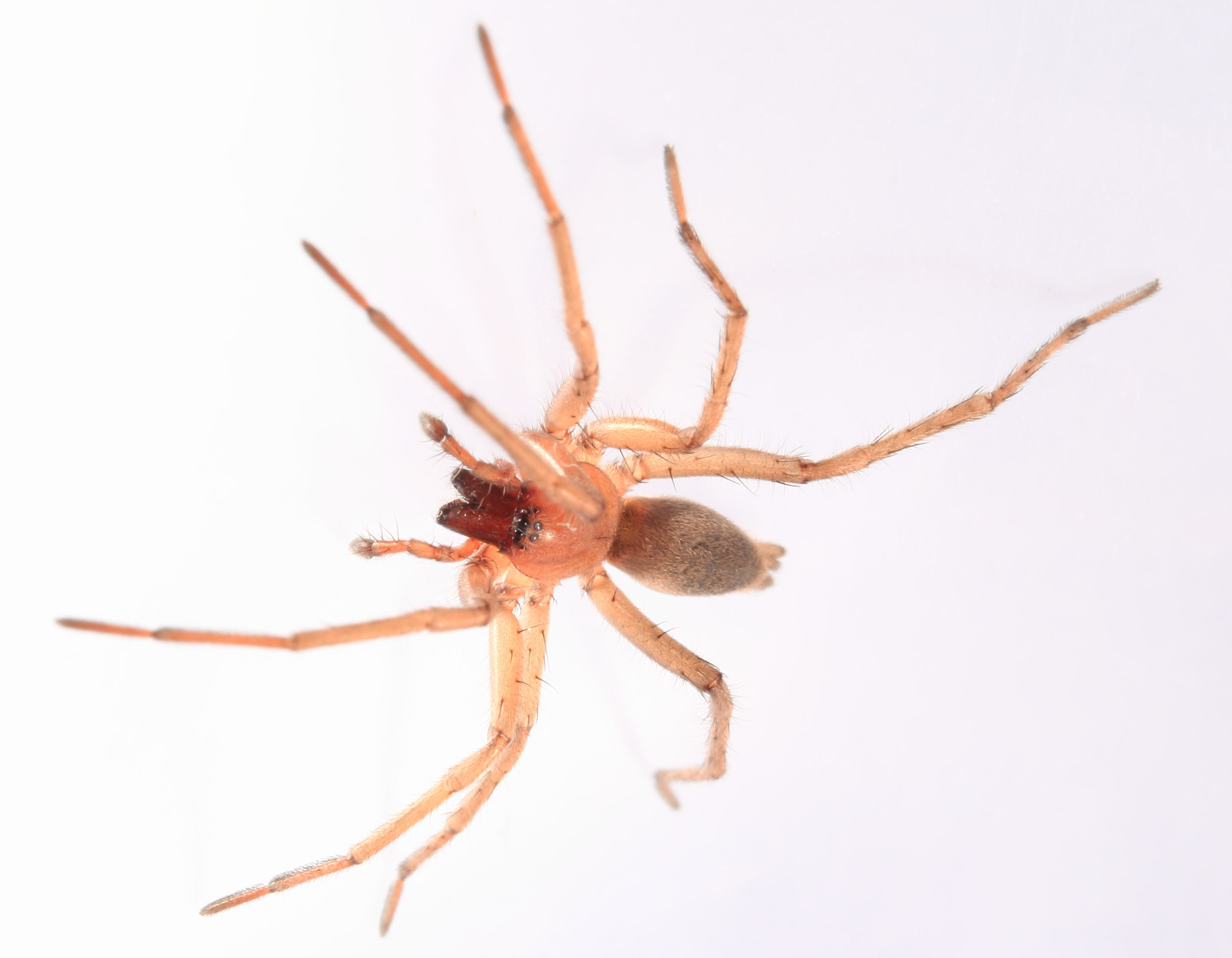
Frontalansicht eines Männchens der Gewöhnlichen Steinplattenspinne (D. lapidosus) mit den hier gut sichtbaren Bulbi

Die Bulbi (männliche Geschlechtsorgane) der Steinplattenspinnen sind je mit einer schmalen und gezackten sowie retrolateralen Tibiaapophyse (chitinisierter Fortsatz) versehen. Der Embolus (letztes Sklerit eines Bulbus) ist zumeist kurz. Nur bei Drassodes mirus ist er stark verlängert. Er besitzt außerdem einen transparentem, nicht sklerotisiertem Leiter und eine weitere hakenartige, mediane Apophyse.
Die Epigyne (weibliches Geschlechtsorgan) weist bei der Gattung ein Mittelstück und gekrümmte Seitenränder auf, die bei Drassodes neglectus miteinander verwachsen sind. Die Spermatheken haben basal und distal angelegte Läppchen.

### Gattungen mit ähnlichen Arten
Besonders innerhalb der Familie der Plattbauchspinnen (Gnaphosidae) gibt es mehrere Gattungen mit Arten, die denen der Steinplattenspinnen ähneln. Neben genitalmorphologischen Merkmalen lassen sie sich teilweise durch die gekerbten Trochanter (Schenkelringe) von anderen Plattbauchspinnen unterscheiden. Besonders hervorzuheben ist unter diesen Gattungen die der Falschen Steinplattenspinnen (Drassodex), die sich zumeist nur anhand mikroskopischer und genitalmorphologischer Merkmale von den Steinplatten unterscheiden lassen.

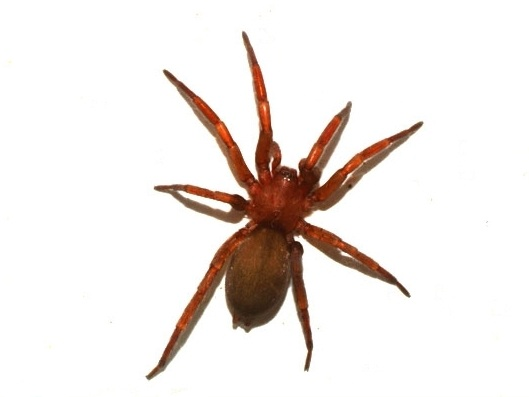
Weibchen des Heidenachtjägers (Haplodrassus signifer)

Den Steinplattenspinnen ähnlich sind auch die Nachtjäger (Haplodrassus), die aber oft eine breitere Kopfpartie mit großen, hervorstehenden Cheliceren und besitzen und überdies häufig eine mehr oder weniger deutliche Zeichnung aus sechs hellen Flecken auf dem Opisthosoma aufweisen.

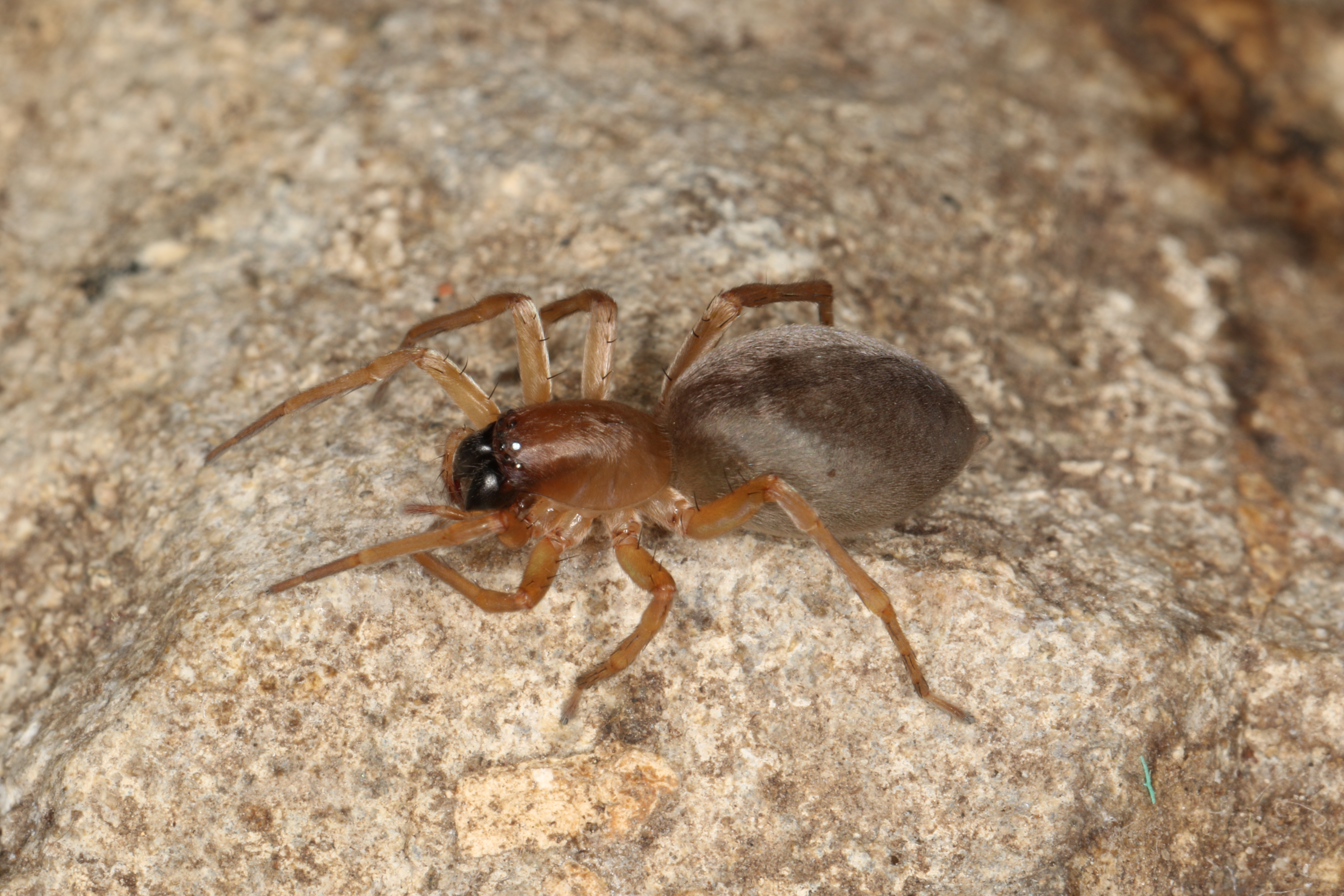
Weibchen der Blassen Sackspinne (Clubiona pallidula) aus der Familie der Sackspinnen (Clubionidae)

Eine entfernte Ähnlichkeit besteht auch zur Gattung der Eigentlichen Sackspinnen (Clubiona) aus der Familie der Sackspinnen (Clubionidae). Bei diesen sind allerdings die hinteren Mittelaugen weiter voneinander entfernt und rund geformt. Außerdem sind die Spinnwarzen der Echten Sackspinnen spitz zulaufend und enger aneinandergelegt.

## Vorkommen
Steinplatten sind mit Ausnahme der Antarktika auf allen Kontinenten weltweit verbreitet, wobei die überwiegende Mehrheit der Arten in der Holarktis vorkommt.

### Lebensräume
Die Arten der Steinplattenspinnen bevorzugen unterschiedliche Habitate (Lebensräume). Viele Arten, etwa die Gewöhnliche Steinplattenspinne (D. lapidosus) und die Struppige Steinplattenspinne (D. villosus) bevorzugen trockene Lebensräume. Andere, etwa die Kupferne Steinplattenspinne (D. cupreus) und die Haarige Steinplattenspinne (D. pubescens) sind auch in feuchteren Habitaten anzutreffen.

## Lebensweise
Die Steinplattenspinnen zählen zu den nachtaktiven Vertretern der Plattbauchspinnen (Gnaphosidae). Wie andere Spinnen dieser Familie legen sie für die Inaktivitätszeit am Tag Gespinstsäcke an, die von den Steinplattenspinnen unter Steinen, Holz, Rinde, in Grashorsten oder in den unteren Ästen von Bäumen platziert werden.

## Arten
Der World Spider Catalog listet für die Gattung der Steinplattenspinnen aktuell 157 Arten und Unterarten.